# Skidskytte vid olympiska vinterspelen 1992
Skidskytte vid olympiska vinterspelen 1992 bestod av sex skidskyttetävlingar. De blev avhållet i Les Saisies runtomkring 40 kilometer från värdstaden Albertville. Tävlingarna började 11 februari 1992 och avslutades 20 februari 1992.
Spelen 1992 var de första som damerna tävlade i skidskytte. Det första kvinnosprintloppet vanns av Anfisa Reztsova.
Sergej Tarasov erkände 2015 at OSS' skidskyttelag hade haft med sig olagliga blodöverföringar vid spelen. Något gick väldigt fel med hans överföring och han blev brådskande förd till sjukhus som räddade hans liv.

## Medaljsummering
Sex nationer vann medaljer. Tyskland vann medaljtabellen med sju (3 guld, 4 silver). Laget var det enda som tog mer än två medaljer. Mark Kirchner vann den individuella medaljtabellen med två guldmedaljer och tre medaljer totalt. Antje Misersky vann också tre medaljer, ett guld och två silvermedaljer.
Frankrikes guldmedalj i stafetten var nationens första av någon sort i sporten. Kanadas bronsmedalj vanns av Myriam Bédard, den första medaljen som vanns av en idrottare utanför Europa eller det tidigare Sovjetunionen.

## Medaljtabell
| Pl. | Nation    | Guld | Silver | Brons | Totalt |
| --- | --------- | ---- | ------ | ----- | ------ |
| 1   | Tyskland  | 3    | 4      | 0     | 7      |
| 2   | OSS       | 2    | 2      | 2     | 6      |
| 3   | Frankrike | 1    | 0      | 0     | 1      |
| 4   | Sverige   | 0    | 0      | 2     | 2      |
| 5   | Kanada    | 0    | 0      | 1     | 1      |
| 5   | Finland   | 0    | 0      | 1     | 1      |

## Medaljörer

### Herrar
| Gren                | Guld                                                            | Guld      | Silver                                                                  | Silver    | Brons                                                            | Brons     |
| Distans Detaljer... | Jevgenij Redkin OSS                                             | 57:25,3   | Mark Kirchner Tyskland                                                  | 57:28,7   | Mikael Löfgren Sverige                                           | 57:41,9   |
| Sprint Detaljer...  | Mark Kirchner Tyskland                                          | 26:02,3   | Ricco Gross Tyskland                                                    | 26:18,0   | Harri Eloranta Finland                                           | 26:26,0   |
| Stafett Detaljer... | Tyskland Ricco Gross Jens Steinigen Mark Kirchner Fritz Fischer | 1:24:43,5 | OSS Valerij Medvedtsev Aleksandr Popov Valerij Kirjenko Sergej Tjepikov | 1:25:06,3 | Sverige Ulf Johansson Leif Andersson Tord Wiksten Mikael Löfgren | 1:25:38,2 |

### Damer
| Gren                | Guld                                                    | Guld      | Silver                                          | Silver    | Brons                                              | Brons     |
| Distans Detaljer... | Antje Misersky Tyskland                                 | 51:47,1   | Svetlana Petjorskaja OSS                        | 51:58,1   | Myriam Bédard Kanada                               | 52:15,0   |
| Sprint Detaljer...  | Anfisa Reztsova OSS                                     | 24:29,2   | Antje Misersky Tyskland                         | 24:45,1   | Jelena Belova OSS                                  | 24:51,0   |
| Stafett Detaljer... | Frankrike Corinne Niogret Véronique Claudel Anne Briand | 1:15:55,6 | Tyskland Uschi Disl Antje Misersky Petra Schaaf | 1:16:18,4 | OSS Jelena Belova Anfisa Reztsova Jelena Melnikova | 1:16:54,6 |